# Посольство Великої Британії в Україні
Посольство Великої Британії в Києві — офіційне дипломатичне представництво Сполученого Королівства Великої Британії та Північної Ірландії в Україні, відповідає за розвиток та підтримання відносин між Британією та Україною.

## Історія дипломатичних відносин
У 1917 році до Києва прибуло представництво Великої Британії на чолі з Джоном Баґґе та головою Британськоï військовоï мiсiï в Києві майором Дж. К. JI. Фіцвільямс.
Велика Британія першою з країн ЄС визнала незалежність України 31 грудня 1991 року. Офіційно дипломатичні відношення були встановлені 10 січня 1992 року.. Генеральне Консульство Великої Британії в Києві було відкрито в листопаді 1991 року. Воно стало Посольством у січні 1992 року. З того часу Велика Британія та Україна створили партнерські стосунки як на рівні двосторонніх зв'язків, так і на рівні багатосторонніх відносин.

## Історія будівлі посольства
Двоповерховий особняк було збудовано у 1899 році на місці одноповерхового дерев'яного будинку, в якому жили молодші диякони і який належав розташованій неподалік історичній Трьохсвятительській церкві. Фасад особняка, декорованого у стилі «неогрек», виконаний відповідно до архітектурних звичаїв того часу. Центральну вісь симетрії підкреслено тривіконною розкрепівкою та широким балконом на другому поверсі. За київською традицією, бокові двері від початку використовувались для прийому відвідувачів окремо в житловій частині будинку та окремо в офіційних приміщеннях. Інші елементи оформлення фасаду налічують класичні акротерії та ліпні орнаменти у вигляді пальмет і стилізованих пілястр.
Будинок був зведений на замовлення Василя Симиренка.
З 1918 року в будівлі розміщувалося Українське наукове товариство. У жовтні 1920 р. Губревком розпорядився віддати другий поверх будинку штабу Південно-Західного фронту для «поселення інспекції піхоти». Навесні 1921 р. УНТ об'єдналося з Українською академією наук, утворивши Всеукраїнську академію наук (ВУАН), зараз Національна академія наук України. Її установи продовжували працювати і в особняку Симиренка, що вже іменувався Будинком Всеукраїнського археологічного комітету і кабінету мистецтв ВУАН.
З 1934 року в будівлі розміщувалося Консульство Королівства Італії в Києві. З 1941 року після окупації Києва німецькими загарбниками, будинок по вул. Трьохсвятительській, 23, було передано Спілці українських письменників, яку очолювала Олена Теліга.

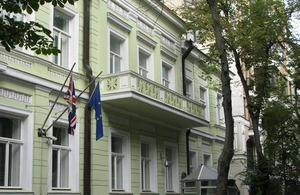
Будівля Британського Посольства

З 1942 по 1943 рр. особняк займала німецька тютюнова компанія.
З 1943 року після визволення Києва цей будинок знову став «спецособняком». Будинок використовувався для закритих прийомів, і для поселення високих осіб, які відвідували Київ. Тут зупинялися такі гості, як Йосип Броз Тіто, Фідель Кастро, Індіра Ганді та Ґамаль Абдель Насер.
У 1992 р. будинок став новим місцем розташування Британського Посольства.

## Консульський та візовий відділи
Протягом 1992—2007 років Британське посольство в Україні видало близько 300 000 віз громадянам України. Кількість бажаючих відвідати Велику Британію неухильно зростає: якщо у 1993 р. візи отримали 8 702 українця, то вже у 2006 р. ця цифра сягнула майже 30-тисячної позначки. У листопаді 2002 р. візовий та консульський відділ Посольства розпочав роботу в новому приміщенні по вулиці Глибочицькій, 4. З 1 жовтня 2006 року було запроваджено систему он-лайн подання заявок для отримання віз, яка надає можливість обирати зручний для себе час та дату співбесіди.

## Англійські консульства в Україні
1. Англійське консульство в Києві до 1920 року займало будинок № 21 по вулиці Пушкінській. У 1920 році будинок було націоналізовано і передано житлокооперації. В 1944 році будинок було заброньовано за співробітниками театру ім. Шевченка.[3]
2. Англійське консульство в Маріуполі до 1917 року займало будинок № 72 по вулиці 1-го травня. В 1943 році при відступі німців із Маріуполя будинок був спалений.
3. Англійське консульство в Миколаєві до 1917 року займало будинок № 29 по вулиці Спаській, який належив іноземцю Фішеру. У 1944 році в будинку розміщувався Миколаївський обласний відділ народної освіти.
4. Англійське консульство у Херсоні до 1918 року займало будинок № 16 по вулиці Кірова, який належав поміщику Блажнову. У 1944 році в будинку розміщувалася військова частина.

## Посли Великої Британії в Україні
| N    | Країна          | Посол             | Англійською                 | Зображення | Інформація        |
| ---- | --------------- | ----------------- | --------------------------- | ---------- | ----------------- |
| п.   | Велика Британія | Баґґе Джон Піктон | John Picton Bagge           |            | (1917)            |
| 1    | Велика Британія | Саймон Гіманс     | Simon Nicholas Peter Hemans |            | (1992—1995)       |
| 2    | Велика Британія | Рой Стівен Рів    | Roy Reeve                   |            | (1995—1999)       |
| 3    | Велика Британія | Сміт Роланд Гедлі | Roland Smith                |            | (1999—2002)       |
| 4    | Велика Британія | Роберт Брінклі    | Robert Brinkley             |            | (2002—2006)       |
| 5    | Велика Британія | Тімоті Барроу     | Tim Barrow                  |            | (2006—2008)       |
| т.п. | Велика Британія | Мартін Гарріс     | Martin Harris               |            | (03.2008-07.2008) |
| 6    | Велика Британія | Лі Тернер         | Leigh Turner                |            | (2008—2012)       |
| 7    | Велика Британія | Саймон Сміт       | Simon Smith                 |            | (2012—2015)       |
| 8    | Велика Британія | Джудіт Гоф        | Judith Gough                |            | (2015—2019)       |
| 9    | Велика Британія | Мелінда Сіммонс   | Melinda Simmons             |            | (2019-2023)       |
| 10   | Велика Британія | Мартін Гарріс     | Martin Harris               |            | (з 09.2023)       |